# Butts County
Butts County is een county in de Amerikaanse staat Georgia.
De county heeft een landoppervlakte van 483 km² en telt 19.522 inwoners (volkstelling 2000). De hoofdplaats is Jackson.

## Foto's

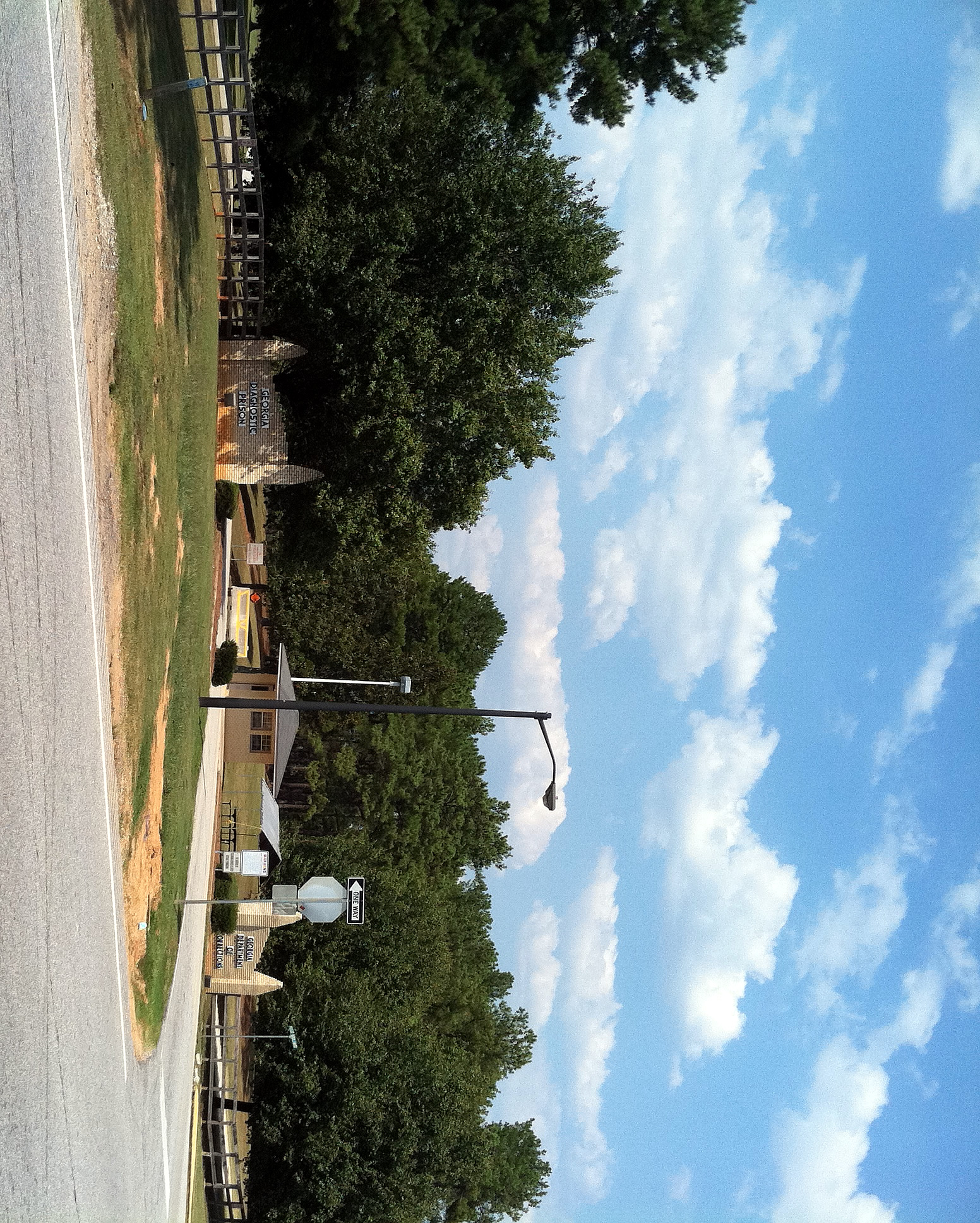
Gevangenis